# Zauppenberg
Zauppenberg ist ein Gemeindeteil der Gemeinde Ahorntal im Landkreis Bayreuth (Oberfranken, Bayern). Zauppenberg liegt in der Gemarkung Kirchahorn.

## Geografie
Der Weiler im nordöstlichen Bereich der Fränkischen Schweiz ist etwas mehr als zwei Kilometer von dem nordöstlich liegenden Ortszentrum von Kirchahorn entfernt.

## Geschichte
Der Ort wurde 1323/27 als „Zautgenperg“ erstmals urkundlich erwähnt. Das Bestimmungswort ist der slawische Personenname Sudek.
Bis zum Beginn des 19. Jahrhunderts hatte Zauppenberg in der Dorfmarkung von Kirchahorn gelegen, einem Territorium, das der Landeshoheit reichsunmittelbarer Adeliger unterstand. Diese hatten sich in dem zum Fränkischen Ritterkreis gehörenden Ritterkanton Gebürg organisiert, die für die Landeshoheit maßgebliche Dorf- und Gemeindeherrschaft wurde dabei von den Grafen von Schönborn ausgeübt. Die Hochgerichtsbarkeit stand den zum Hochstift Bamberg gehörenden Centamt Waischenfeld zu. Als die reichsritterschaftlichen Territorien in der Fränkischen Schweiz infolge des Reichsdeputationshauptschlusses mediatisiert wurden, wurde damit auch Zauppenberg unter Bruch der Reichsverfassung am 1. November 1805 vom Kurfürstentum Pfalz-Baiern annektiert. Damit wurde der Weiler zum Bestandteil der bei der „napoleonischen Flurbereinigung“ in Besitz genommenen neubayerischen Gebiete, was erst im Juli 1806 mit der Rheinbundakte nachträglich legalisiert wurde.
Durch die Verwaltungsreformen im Königreich Bayern wurde Zauppenberg mit dem Zweiten Gemeindeedikt im Jahr 1818 zum Bestandteil der Ruralgemeinde Kirchahorn. Im Zuge der Gebietsreform in Bayern wurde die Gemeinde Kirchahorn wurde Zauppenberg am 1. Januar 1972 ein Bestandteil der neu gebildeten Gemeinde Ahorntal.

## Verkehr
Eine von Pfaffenberg kommende Gemeindeverbindungsstraße durchquert den Ort und führt weiter zur Staatsstraße 2185. Der ÖPNV bedient den Weiler an einer Haltestelle der Buslinie 388 des VGN. Die am schnellsten erreichbaren Bahnhöfe befinden sich in Creußen, Schnabelwaid und Pegnitz. Der nächste Fernbahnhof ist der Hauptbahnhof in Bayreuth.